# Gillian Barge
Gillian Barge, all'anagrafe Gillian Betty Bargh (Hastings, 27 maggio 1940 – Ipswich, 19 novembre 2003) è stata un'attrice inglese.

## Biografia
Attiva in campo teatrale, cinematografico e televisivo, Gillian Barge è noto soprattutto per il suo lavoro sulle scene londinesi, dove si affermò cominciando a lavorare con la compagnia di Laurence Olivier prima all'Old Vic e poi al neo-fondato National Theatre. L'attrice recitò con la compagnia nei classici Danza di morte, Volpone, Edipo re, La morte di Danton, Il misantropo, Il giardino dei ciliegi e la produzione del debutto di Equus di Peter Shaffer nel 1973. Prolifica attrice shakespeariana, la Barge recitò ruoli principali in importanti allestimenti de Il mercante di Venezia (1970), Misura per misura (1973) e Giulio Cesare (1980) a Londra.
Nella seconda metà degli anni ottanta Gillian Barge si unì alla Royal Shakespeare Company, dove fu un'apprezzata Paolina ne Il racconto d'inverno a Stratford e a Londra. Negli anni novanta tornò a recitare regolarmente al National Theatre, dove apparve in classici moderni come Pigmalione (1992) e La calunnia (1994). Nel corso della sua carriera ottenne due candidature al Laurence Olivier Award, il massimo riconoscimento del teatro inglese: alla migliore attrice per Mrs Klein nel 1988 e alla migliore attrice non protagonista nel 2001 per Passion Play alla Donmar Warehouse. All'attività teatrale affiancò anche quella televisiva e cinematografica, recitando in alcuni film e numerose serie TV. 
Morì di cancro a Londra  nel 2003, all'età di sessantatré anni.

## Filmografia parziale

### Cinema
- Charlotte Gray, regia di Gillian Armstrong (2001)
- Love Actually - L'amore davvero (Love Actually), regia di Richard Curtis (2003)

### Televisione
- Poirot (Agatha Christie's Poirot) – serie TV, episodio 3x01 (1990)
- Miss Marple (Agatha Christie's Marple) – serie TV, episodio 1x11 (1991)
- Peak Practice – serie TV, 1 episodio (1999)
- L'ispettore Barnaby (Midsomer Murders) – serie TV, episodio 5x02 (2002)

## Doppiatrici italiane
- Barbara Castracane in Miss Marple